# The Animation Band
The Animation Band è una casa di produzione italiana, fondata nel 1996 e specializzata nel settore dei cartoni animati.
Lo studio ha anche collaborato con la Ferrero per lo sviluppo di due mediometraggi d'animazione che venivano venduti all'interno di pacchetti doppi di merende Kinder, ovvero I Roteò e la magia dello specchio (2004) e Gli Animotosi nella terra di Nondove (2005).
Tra gli animatori spiccano i nomi Bruno Bozzetto,Pierluigi De Mas,Ro Marcenaro,Riccardo Mazzoli, Guido Silvestri,Diego Zucchi,Santo Versace e Davide Tassonino.

## Filmografia

### Serie animate
- Lupo Alberto (1997-2002)
- La famiglia spaghetti (2004-2006)
- Madame Butterfly (2004-2006)
- Kum Kum (2005)
- Un Bambino Solitario (2006)
- Stellina (2007)
- Il mondo di Stefi (2008)
- LMN'S - Avventure nel micromondo (2009)

### Speciale televisivo
- Lupo Alberto - Vacanze di Natale (2003)[1]

## Premi
- 2000 - Festival Internazionale del Cinema d'Animazione e del Fumetto di Dervio
  - Miglior serie Premio del Pubblico a Lupo Alberto
  - Miglior Regista a Giuseppe Laganà
  - Migliori Scenografie a Lupo Alberto
- 2001 - Sport Tv and Movie Awards
  - Miglior Cartoon di argomento sportivo a Lupo Alberto
- 2003 - Cartoons on the Bay
  - Pulcinella Award come Miglior Serie per tutti i Pubblici a La famiglia spaghetti
  - Studio dell'Anno
- 2004 - Cartoons on the Bay
  - Pulcinella Award come Miglior Pilota di Serie Tv a Il mondo di Stefi
- 2011 - Grand Prix Advertising Strategies
  - Social Award come Migliore Campagna per la categoria Comunicazione Sociale a Mimì fiore di cactus
- 2012 - Mostra Internazionale del Cinema di Venezia
  - Premio Kinéo Diamanti al Cinema per "Ulisse - il mio nome è Nessuno" nella sezione "Cartoon on the Bay in Venice"